# Julius Schnyder von Wartensee

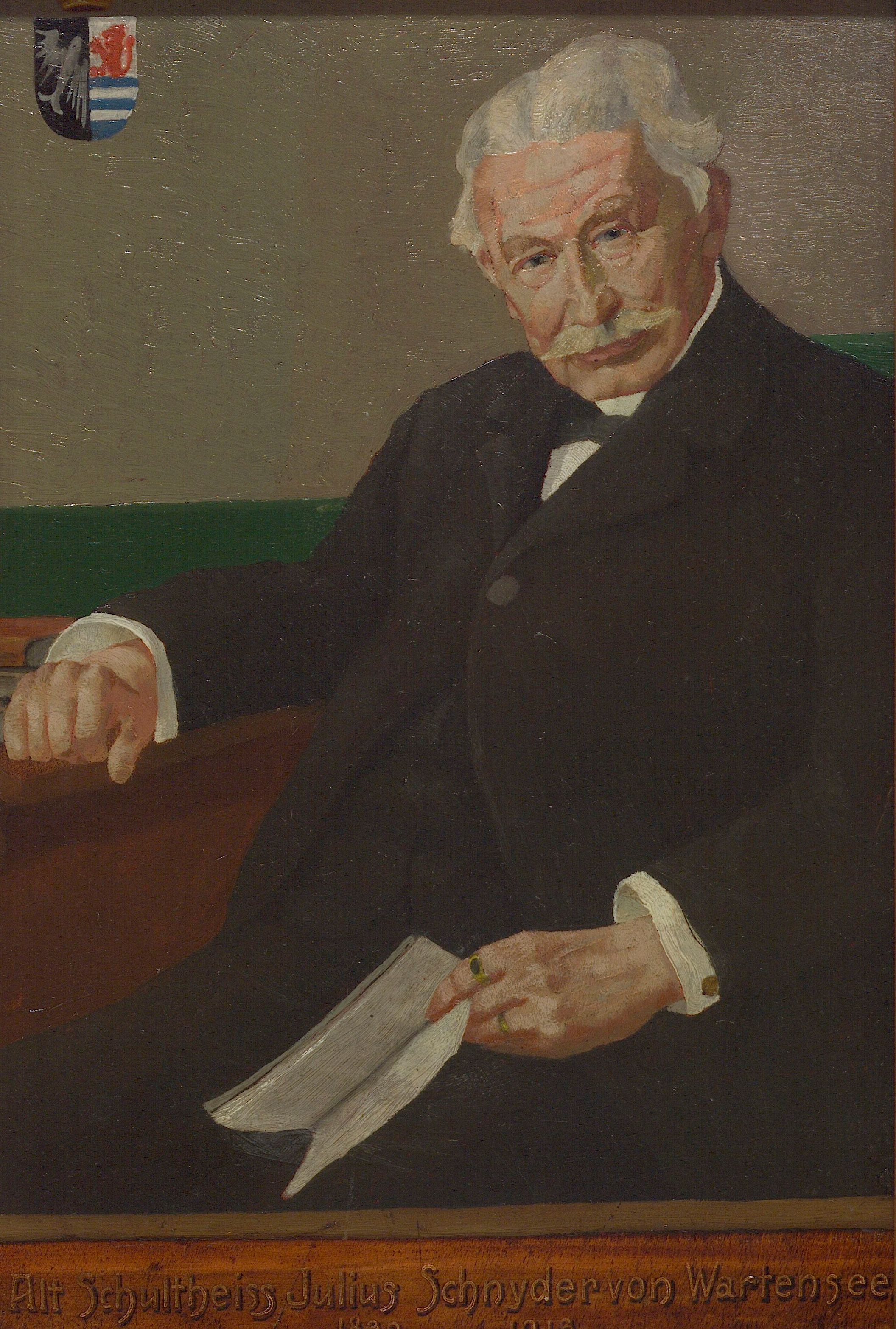
Porträt von Julius Schnyder von Wartensee

Julius Schnyder von Wartensee (* 9. Februar 1830 in Sursee; † 28. Dezember 1913 in Luzern; heimatberechtigt in Sursee und Luzern) war ein Schweizer Landwirt, Jurist, Bankangestellter und Politiker.

## Leben
Julius – auch Jules genannt – war der Sohn von Ludwig Schnyder, Vermögensverwalter des Klosters St. Urban und Besitzer des Kurhauses Menzberg, und der Josefa geb. Beck. Er wuchs in Sursee auf und besuchte dort auch die Schule. Später wechselte Julius Schnyder von Wartensee ans Gymnasium in Luzern. Danach begann er sein Studium des Rechts und der Staatswissenschaft in München, das er 1850 mit Erfolg beendete. Mit dem Besuch von Vorlesungen in Paris schloss er seinen Bildungsweg ab.
Nach seinem Studium arbeitete Julius Schnyder von Wartensee zuerst als Jurist. Danach wechselte er in den Finanzbereich und wurde Angestellter der Luzerner Bank Sebastian Crivelli & Comp.
Gleichzeitig war er Gutsbesitzer in Menzberg.

## Politische Karriere
Wie zahlreiche Mitglieder der Familie Schnyder von Wartensee stieg er in die Politik ein. Er wurde zuerst von 1851 bis 1863 Waisenvogt und war gleichzeitig Mitglied des Ortsbürgerrats in Sursee. Die Mitgliedschaft in beiden Gremien gab er 1863 auf, als er zum Stadtpräsidenten von Sursee gewählt wurde. Dieses Amt übte er bis 1871 aus.
Im Alter von 27 Jahren wurde er als Konservativer Mitglied des Grossrats, dem er von 1857 bis 1871 und erneut von 1891 bis 1895 angehörte. Die Mitgliedschaft im kantonalen Parlament endete 1871, als er als Vertreter der Konservativen in den Regierungsrat des Kantons Luzern gewählt wurde. In diesem war er erst Staatsminister, dann Finanzminister. Im Jahr 1873 war Julius Schnyder von Wartensee Schultheiss (Regierungsratspräsident). Er blieb zwanzig Jahre Mitglied der Luzerner Exekutive.
Seine politische Karriere auf nationaler Ebene war dagegen recht kurz. In den Jahren 1885/1886 war er als Vertreter des Kantons Luzern Ständerat.
Er war als Staatsminister Gründer des Erziehungsheims Rathausen und deren Förderer, langjähriger Präsident des Verwaltungsrats der Dampfschiff-Gesellschaft des Vierwaldstättersees (DGV) und Verwaltungsrat der Centralbahn und der Vitznau-Rigi-Bahn.

## Privates
Verheiratet war Julius Schnyder von Wartensee mit Eugenia Crivelli (1839–1920), Tochter des Luzerner Bankiers Carl Crivelli und der Josefine Meyer von Schauensee. Sie hatten vier gemeinsame Kinder. Militärisch bekleidete er den Rang eines Hauptmanns in der Schweizer Armee.